# 猫鼠麺

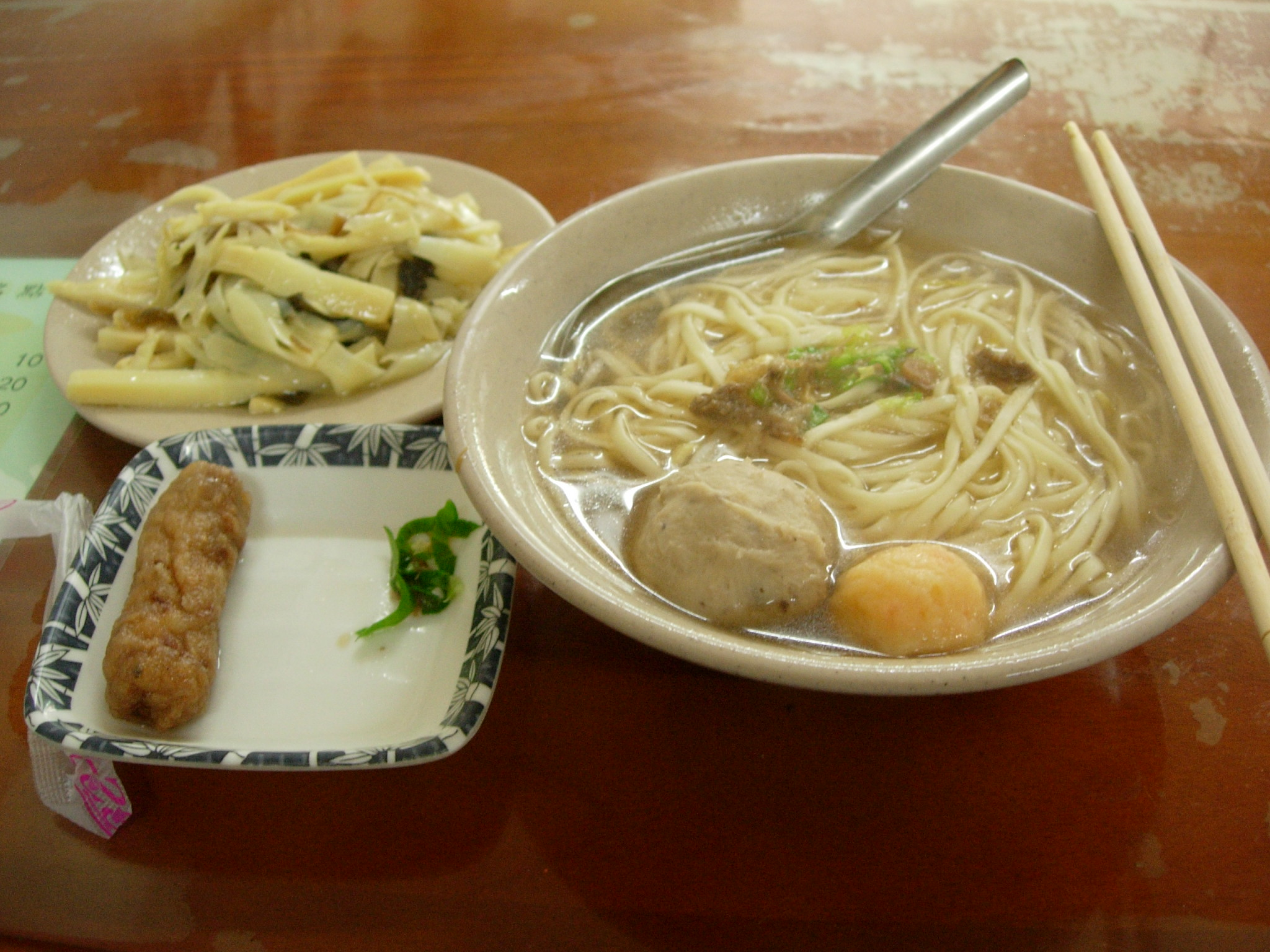
三寶猫鼠麺と小皿料理

猫鼠麺（マオシューミエン）は、台湾彰化市のローカル麺料理、および考案した店の名称。
彰化県で「彰化三宝」と呼ばれ親しまれている料理の1つである。彰化での人気は高いが、台湾全土から見た場合、知名度は高くない。

## 概要
名称は、初代店主のあだ名（後述）に由来しており、猫や鼠が食材として使用されているわけではない。
麺はやや細く、出汁は海鮮。好みで肉や野菜を乗せて食べる。
蝦団子や肉巻きが入った三寶猫鼠麺も販売されている。
台南市発祥とされる担仔麺に似ているとされる。

## 店

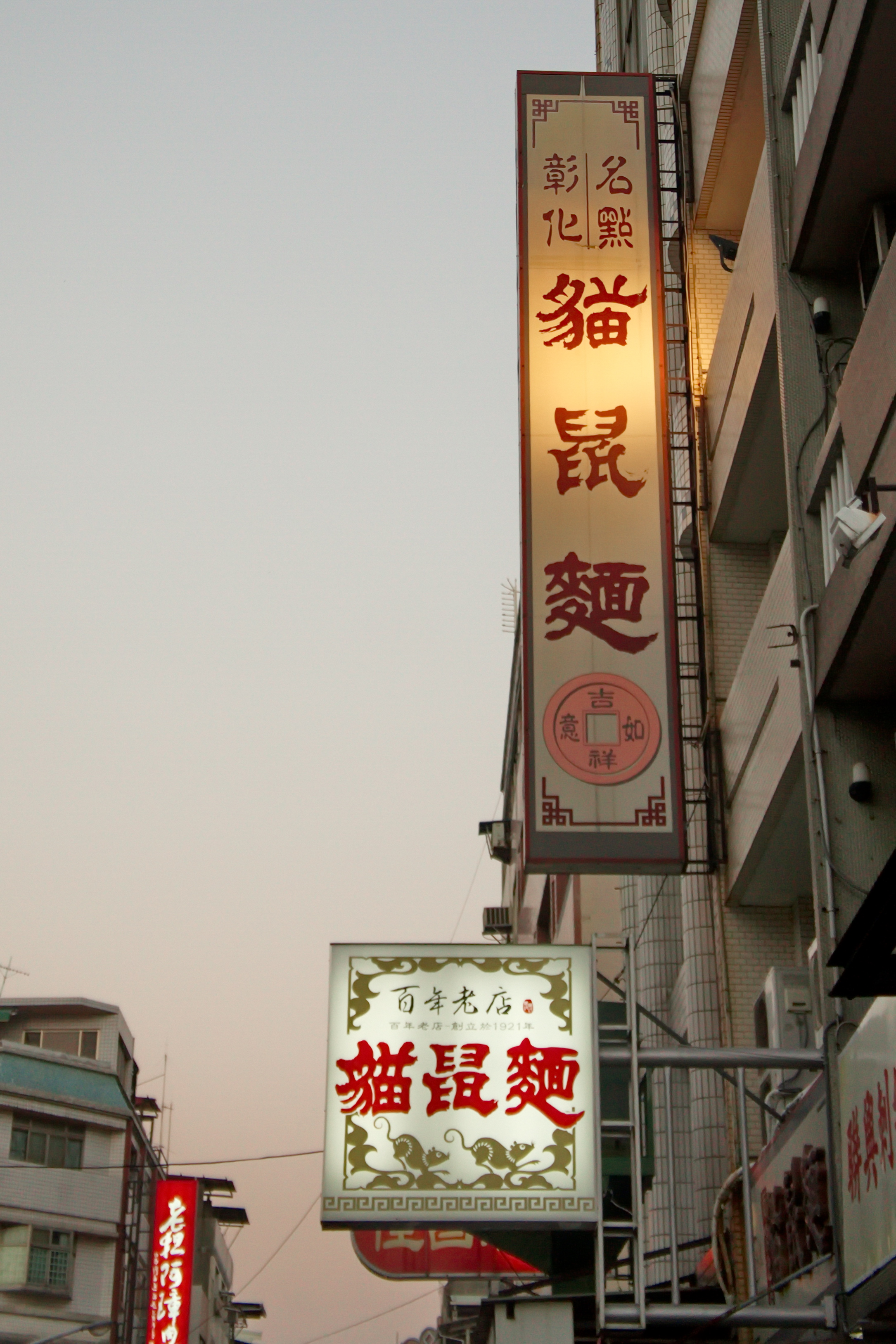
猫鼠麺の店の看板

店としての猫鼠麺は、1921年に創業。
初代の店長には小柄な体格ながらよく働くので「鼠小僧」のあだ名があった。加えて、台湾語では「貓（猫）」と「鼠」が同音であることから、名付けられた。